# Брюхово (Курганская область)
Брюхово — деревня в Далматовском районе Курганской области. Входит в состав Уксянского сельсовета.

## История
До 1917 года входила в состав Макарьевской волости Шадринского уезда Пермской губернии. По данным на 1926 год состояла из 207 хозяйств. В административном отношении являлась центром Брюховского сельсовета Белоярского района Шадринского округа Уральской области.

## Население
| 1989 | 2002 | 2010 |
| ---- | ---- | ---- |
| 112  | ↘65  | ↘32  |

По данным переписи 1926 года в деревне проживало 1007 человек (476 мужчин и 531 женщина), в том числе: русские составляли 100 % населения.